# Молоденки (Саратовская область)
Молоденки — деревня в Аркадакском районе Саратовской области России. Входит в состав Краснознаменского сельского поселения.

## География
Высота над уровнем моря 143 метра.

## Уличная сеть
В деревне три улицы: ул. Набережная, ул. Октябрьская, ул. Толстого.

## Население
| 2002 | 2010 |
| ---- | ---- |
| 213  | ↘156 |